# 彼得·克拉西科夫
彼得·阿尼耶维奇·克拉西柯夫（俄语：Пётр Ана́ньевич Кра́сиков，1870年10月5日（17日）—1939年8月20日），是俄国的马克思主义者，是第一任苏联总检察长。

## 生平
1870年，出生于律师家庭。
1891年，进入圣彼得堡国立大学学习。
1892年，访问瑞士。
1897年，结识列宁。
1903年，加入布尔什维克。
1905年，负责圣彼得堡的宣传鼓动。
1924年，任最高法院检察官。
1933年，任最高法院副主席。
1938年，解除一切职务。
1939年，去世。